# 尼瓦
尼瓦（英語：Cniva，意指「刀」）是公元3世紀入侵羅馬帝國的哥特人首領，他成功征服了菲利普波利斯（今普羅夫迪夫），又在阿伯里圖斯戰役裡殺死了羅馬皇帝德西烏斯及他的兒子赫倫尼烏斯，尼瓦得以帶著戰利品返回，羅馬帝國要向尼瓦輸貢以確保邊界穩定。

## 入侵默西亞

哥特人行軍地圖

在3世紀，尼瓦領兵渡過多瑙河，入侵羅馬帝國，他又讓哥特人、德意志人及薩爾馬提亞人的軍隊分兵入侵默西亞行省。尼瓦的軍隊規模引起了德西烏斯的注意。正當尼瓦圍攻尼科波利斯的時候，德西烏斯領軍支援，尼瓦轉而進犯菲利普波利斯。德西烏斯引軍通過險要地形追擊，尼瓦卻忽然掉頭面向德西烏斯，德西烏斯仍以為雙方之間仍有一段距離，結果德西烏斯被尼瓦突襲，德西烏斯敗逃。尼瓦及後圍攻菲利普波利斯，經過長時間的對峙後成功攻陷菲利普波利斯，屠殺了十萬人，又帶走了許多俘虜。

## 德西烏斯的反應
菲利普波利斯的淪陷觸動了德西烏斯，他攔阻了數支日耳曼人，又修建多瑙河沿岸的軍事要塞，試圖抗擊尼瓦的軍隊。羅馬人利用他們的人數優勢圍堵著嘗試撤退的哥特人。德西烏斯為了報復及自信將會取得勝利，他在一個叫霍林泰雷布朗尼伊的小鎮向哥特人發動進攻，但卻陷入了沼澤當中，德西烏斯及他的兒子赫倫尼烏斯戰死，史稱阿伯里圖斯戰役。

## 和議
戰後，羅馬的新皇帝加盧斯讓尼瓦帶著戰利品離開，又承諾會向尼瓦輸貢以換取他答應不再入侵帝國。